# Sezione π²
Sezione π² è un romanzo di fantascienza del 2007 scritto da Giovanni De Matteo. È un thriller ambientato in un ipotetico futuro post-Singolarità a Napoli. Il romanzo ha vinto il Premio Urania 2006.
Dopo l'antologia di racconti Revenant (2006), si tratta del secondo titolo pubblicato da De Matteo, già curatore della rivista NeXT e della prima antologia-manifesto del movimento del connettivismo (Supernova Express, 2007). Esempio di opera connettivista, con la sua impostazione postmoderna volta a fondere spunti letterari ed estrapolazione scientifica, attenzione al sociale e sperimentalismo.
Nel 2014 è stato pubblicato il sequel Corpi spenti.

## Trama
Nel 2059 sono trascorsi circa dieci anni dal superamento di quella soglia storica oggi conosciuta come Singolarità. L'evento è stato reso possibile dalla convergenza delle linee di sviluppo delle nanotecnologie, della computazione quantistica, della genetica e dell'intelligenza artificiale e ha avuto ripercussioni sui più vari aspetti della vita e dell'attività umana. Mentre i grossi conglomerati semi-governativi si lanciano in una nuova corsa allo spazio, sulla Terra il progresso ormai fuori controllo ha esasperato la frammentazione del tessuto sociale.
Il romanzo è incentrato sull'indagine del tenente Vincenzo Briganti, chiamato a risolvere il caso dell'omicidio del suo superiore. Briganti fa parte di un'unità speciale della WPO (l'Organizzazione Internazionale della Polizia), chiamata Polizia Psicografica e nota anche come Sezione Pi-Quadro dal simbolo che campeggia sulle sue insegne. Gli agenti della Sezione Pi-Quadro sono conosciuti con il titolo dispregiativo di necromanti, in quanto gli innesti cibernetici di cui sono dotati consentono loro di condurre le loro indagini a partire dal recupero delle memorie delle vittime.
La storia è ambientata nella città di Napoli, ricostruita dopo l'eruzione del Vesuvio (il Disastro del Diciannove) e dopo le catastrofiche conseguenze di una ipotetica Terza Guerra Mondiale. La metropoli, che dopo l'afflusso di rifugiati ha raggiunto i sei milioni di abitanti, è assediata da una minaccia ecologica dalla origini incerte, una massa entropica in grado di rigenerarsi assimilando rifiuti e invadendo le zone abbandonate dall'attività umana. Il kipple prende il nome dall'analoga entità concepita da Philip K. Dick nel suo romanzo Il cacciatore di androidi (1968) ed è una rilettura in chiave apocalittica dell'emergenza rifiuti che da anni ormai si trascina in Campania.

## Spunti e riferimenti
Il romanzo risente di molteplici influenze, alcune esplicitamente indicate nel testo nelle citazioni che introducono le varie sezioni oppure nelle digressioni pseudo-scientifiche (Philip K. Dick, Thomas Pynchon, William Gibson, William S. Burroughs, Vernor Vinge, Raymond Chandler), altre legate all'affinità delle atmosfere rappresentate (il futuro decadente deve molto alle suggestioni di opere come Blade Runner e di autori come K.W. Jeter e Richard K. Morgan). Il modello olografico della mente a cui si fa riferimento nell'opera è ispirato alle ricerche di Karl Pribram e David Bohm.

## Fumetto
Nel medesimo universo letterario di Sezione π² è ambientato anche un fumetto, Piquadro, pubblicato a puntate sulla rivista di fantascienza e fumetti Solaris*. Si tratta di una serie in 10 episodi, incentrata su un veterano della Pi-Quadro alle prese con le macchinazioni della megacorporazione che controlla la città (la Ksenja Systems). La storia si svolge nel 2057, due anni prima dei fatti narrati nel romanzo.

## Edizioni
- Giovanni De Matteo, Sezione π², collana Urania n° 1528, Arnoldo Mondadori Editore, 2007,  p. 295.